# Maison du gouverneur de Dnipro
La Maison du gouverneur est un bâtiment classé à Dnipro au 14 rue Voskrensenska, elle abritait les gouverneurs de Iekaterinoslav de 1887 à 1917.

## Historique
Construite en style néo-gothique dans les années 1830-1840 pour le major Chtcherbakov. 
En 1850 elle devint la propriété d'un club avant de devenir la résidence des gouverneurs de la province.
Elle connut différentes affectations à l'époque soviétique et fut abandonnée en 1983, tombant en ruine.
La maison est acquise en 1990 par PrivatBank. Depuis 2020 elle abrite le musée historique de Dnipro.

## Galerie

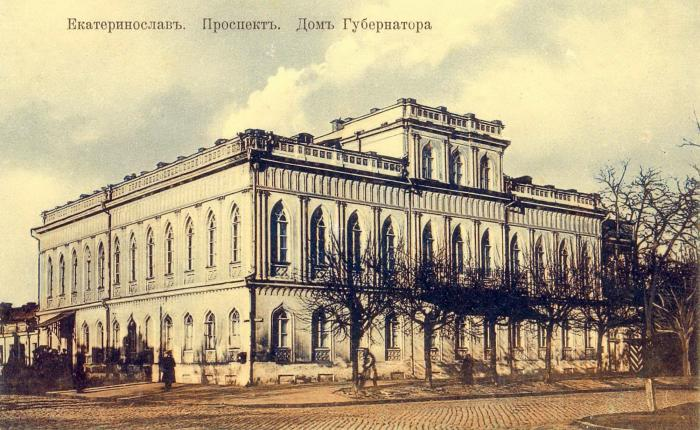
Sur une carte postale du début du XXe siècle.
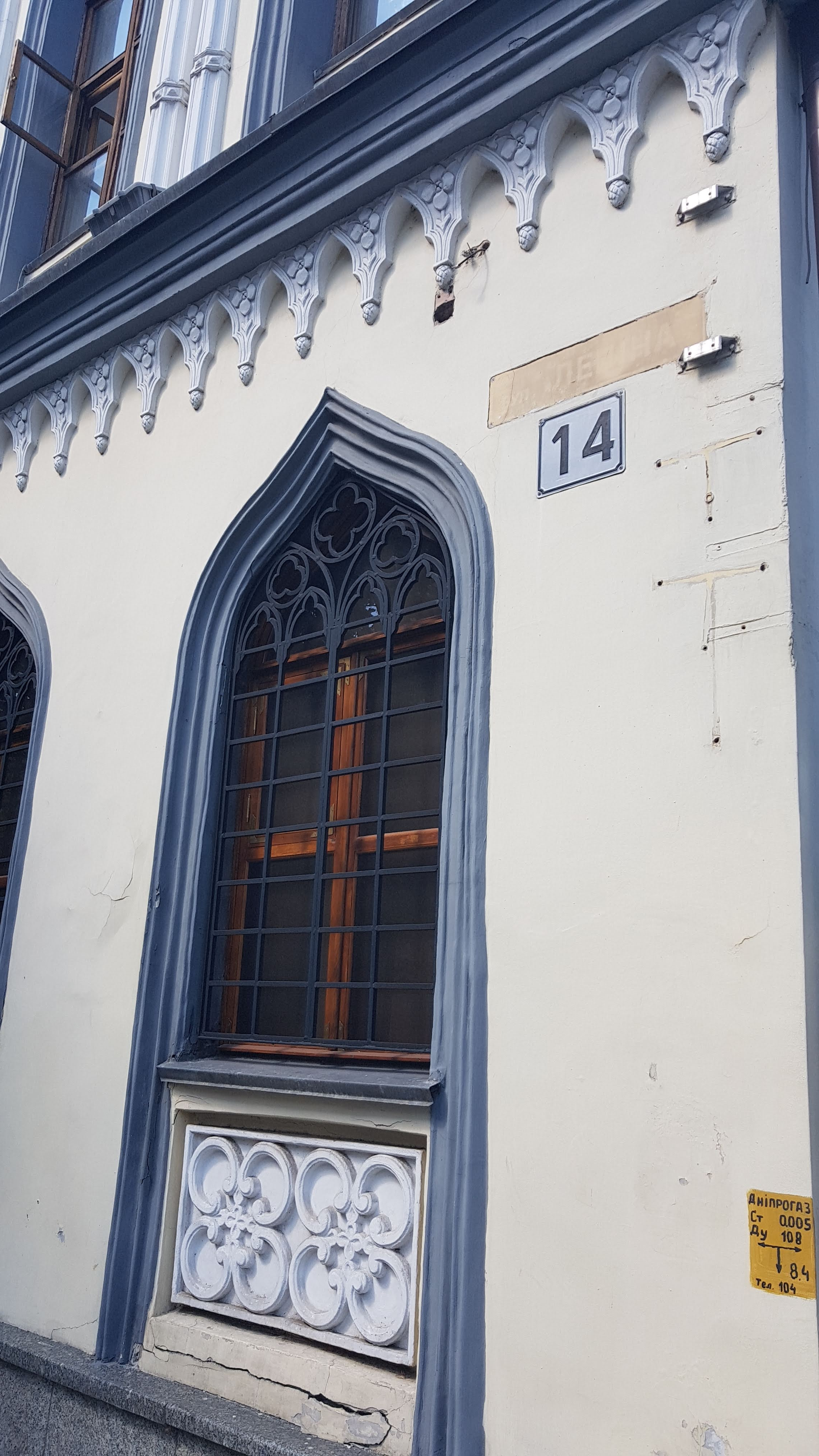
Détail de la façade.
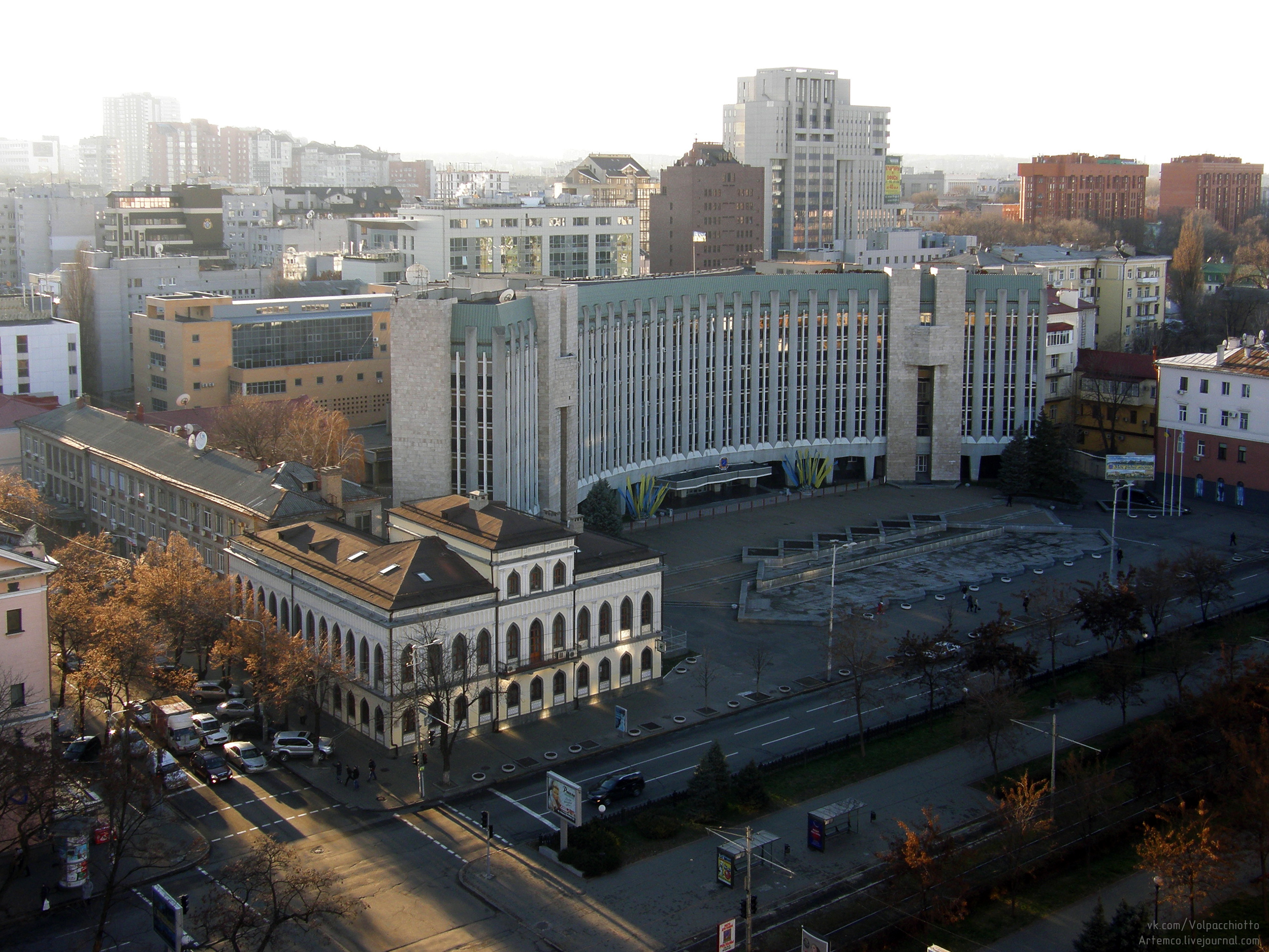
Dans son quartier.
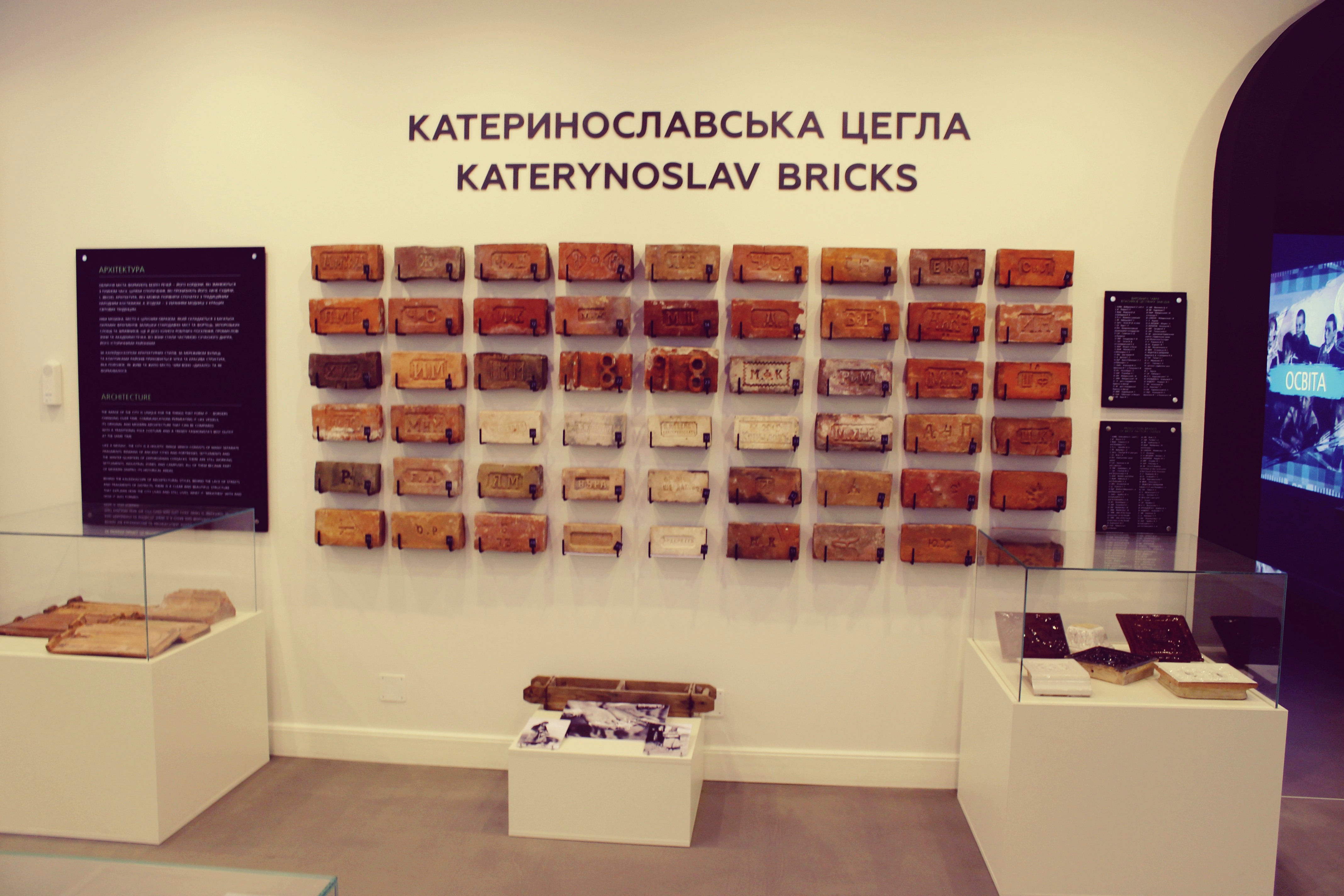
Salle du musée.

## Le musée
La municipalité décide de créer le musée et l'inauguration a eu lieu le 15 mai 2021, ses collections regroupent 3000 objets.